# Basquetebol nos Jogos Olímpicos de Verão de 1960
O basquetebol nos Jogos Olímpicos de Verão de 1960 foi realizado em Roma, na Itália, com 16 equipes na disputa.
Para os Jogos de 1960, as equipes foram divididas em quatro grupos de quatro equipes cada na fase preliminar. Os dois melhores colocados de cada grupo avançaram as semifinais, onde foram divididos em dois grupos de quatro equipes. As duas melhores equipes de cada semifinal avançaram ao final-four. Para a final era levado o resultado dos confrontos entre as equipes nas semifinais, sem a realização de uma nova partida. Jogos de classificação foram disputados entre as equipes eliminadas para definir a posição final. 

## Masculino
| Ouro | Prata | Bronze |
| USA Estados Unidos Jay Arnette Walt Bellamy Bob Boozer Terry Dischinger Burdette Halldorson Darrall Imhoff Allen Kelley Lester Lane Jerry Lucas Oscar Robertson Adrian Smith Jerry West | URS União Soviética Yuri Korneev Yanis Krumins Guram Minashvili Valdis Mutzhniek Tsezar Ozer Aleksandr Petrov Mikhail Semyonov Vladimir Ugrekhelidze Maigonis Valdmanis Albert Valtin Gennadi Volnov Viktor Zubkov | BRA Brasil Edson Bispo dos Santos Moysés Blás Waldemar Blatkauskas Zenny de Azevedo Carmo de Souza Carlos Domingos Massoni Waldyr Boccardo Wlamir Marques Amaury Pasos Fernando Pereira de Freitas Antônio Salvador Sucar Jatyr Eduardo Schall |

### Fase preliminar

#### Grupo A
| Equipe             | Pts | J | V | D | PP  | PC  |
| ------------------ | --- | - | - | - | --- | --- |
| USA Estados Unidos | 6   | 3 | 3 | 0 | 320 | 183 |
| ITA Itália         | 5   | 3 | 2 | 1 | 226 | 247 |
| HUN Hungria        | 4   | 3 | 1 | 2 | 223 | 245 |
| JPN Japão          | 3   | 3 | 0 | 3 | 224 | 318 |

| 26 de agosto   |        |         |
| Hungria        | 93–66  | Japão   |
| Estados Unidos | 88–54  | Itália  |
| 27 de agosto   |        |         |
| Estados Unidos | 125–66 | Japão   |
| Itália         | 72–67  | Hungria |
| 29 de agosto   |        |         |
| Estados Unidos | 107–66 | Hungria |
| Japão          | 92–100 | Itália  |

#### Grupo B
| Equipe             | Pts | J | V | D | PP  | PC  |
| ------------------ | --- | - | - | - | --- | --- |
| TCH Checoslováquia | 5   | 3 | 2 | 1 | 201 | 192 |
| YUG Iugoslávia     | 5   | 3 | 2 | 1 | 193 | 199 |
| FRA França         | 4   | 3 | 1 | 2 | 187 | 190 |
| BUL Bulgária       | 4   | 3 | 1 | 2 | 209 | 209 |

| 26 de agosto   |       |                |
| Bulgária       | 62–67 | Iugoslávia     |
| França         | 53–56 | Checoslováquia |
| 27 de agosto   |       |                |
| França         | 61–62 | Iugoslávia     |
| Checoslováquia | 69–75 | Bulgária       |
| 29 de agosto   |       |                |
| Iugoslávia     | 64–76 | Checoslováquia |
| França         | 73–72 | Bulgária       |

#### Grupo C
| Equipe              | Pts | J | V | D | PP  | PC  |
| ------------------- | --- | - | - | - | --- | --- |
| BRA Brasil          | 6   | 3 | 3 | 0 | 213 | 198 |
| URS União Soviética | 5   | 3 | 2 | 1 | 220 | 170 |
| MEX México          | 4   | 3 | 1 | 2 | 189 | 210 |
| PUR Porto Rico      | 3   | 3 | 0 | 3 | 199 | 243 |

| 26 de agosto    |        |            |
| União Soviética | 66–49  | México     |
| Porto Rico      | 72–75  | Brasil     |
| 27 de agosto    |        |            |
| México          | 68–64  | Porto Rico |
| União Soviética | 54–58  | Brasil     |
| 29 de agosto    |        |            |
| Brasil          | 80–72  | México     |
| União Soviética | 100–63 | Porto Rico |

#### Grupo D
| Equipe        | Pts | J | V | D | PP  | PC  |
| ------------- | --- | - | - | - | --- | --- |
| URU Uruguai   | 5   | 3 | 2 | 1 | 228 | 225 |
| POL Polônia   | 5   | 3 | 2 | 1 | 233 | 207 |
| PHI Filipinas | 4   | 3 | 1 | 2 | 228 | 248 |
| ESP Espanha   | 4   | 3 | 1 | 2 | 222 | 231 |

| 26 de agosto |       |           |
| Filipinas    | 68–86 | Polônia   |
| Uruguai      | 72–77 | Espanha   |
| 27 de agosto |       |           |
| Espanha      | 82–84 | Filipinas |
| Uruguai      | 76–72 | Polônia   |
| 29 de agosto |       |           |
| Uruguai      | 80–76 | Filipinas |
| Polônia      | 75–63 | Espanha   |

### Classificação 9º-16 lugar

#### Grupo III
| Equipe         | Pts | J | V | D | PP  | PC  |
| -------------- | --- | - | - | - | --- | --- |
| HUN Hungria    | 6   | 3 | 3 | 0 | 167 | 150 |
| PHI Filipinas  | 5   | 3 | 2 | 1 | 154 | 161 |
| PUR Porto Rico | 4   | 3 | 1 | 2 | 162 | 166 |
| BUL Bulgária   | 0   | 3 | 0 | 3 | 0   | 6   |

| 1 de setembro |       |            |
| Hungria       | 2–0¹  | Bulgária   |
| Filipinas     | 82–80 | Porto Rico |
| 2 de setembro |       |            |
| Hungria       | 84–80 | Porto Rico |
| Bulgária      | 0–2¹  | Filipinas  |
| 3 de setembro |       |            |
| Porto Rico    | 2–0¹  | Bulgária   |
| Hungria       | 81–70 | Filipinas  |

¹ A Bulgária desistiu da disputa.

#### Grupo IV
| Equipe      | Pts | J | V | D | PP  | PC  |
| ----------- | --- | - | - | - | --- | --- |
| FRA França  | 6   | 3 | 3 | 0 | 270 | 173 |
| MEX México  | 5   | 3 | 2 | 1 | 219 | 214 |
| ESP Espanha | 4   | 3 | 1 | 2 | 180 | 122 |
| JPN Japão   | 3   | 3 | 0 | 3 | 184 | 243 |

| 1 de setembro |        |         |
| Espanha       | 66–80  | México  |
| França        | 101–63 | Japão   |
| 2 de setembro |        |         |
| Japão         | 55–76  | México  |
| França        | 78–40  | Espanha |
| 3 de setembro |        |         |
| Espanha       | 66–64  | Japão   |
| França        | 91–62  | México  |

#### 13º-16º lugar
A vitória da Espanha sobre o Japão e a vitória de Porto Rico por w.o. sobre a Bulgária na classificação de 9º-16º foram consideradas nessa fase.
| Equipe             | Pts | J | V | D | PP  | PC  |
| ------------------ | --- | - | - | - | --- | --- |
| 13. PUR Porto Rico | 6   | 3 | 3 | 0 | 170 | 138 |
| 14. ESP Espanha    | 5   | 3 | 2 | 1 | 133 | 139 |
| 15. JPN Japão      | 4   | 3 | 1 | 2 | 139 | 159 |
| 16. BUL Bulgária   | 3   | 3 | 0 | 3 | 0   | 6   |

| 7 de setembro |       |          |
| Porto Rico    | 75–65 | Espanha  |
| Japão         | 2–0   | Bulgária |
| 9 de setembro |       |          |
| Porto Rico    | 93–73 | Japão    |
| Espanha       | 2–0   | Bulgária |

#### 9º-12º lugar
A vitória da França sobre o México e a vitória da Hungria sobre Filipinas na classificação de 9º-16º foram consideradas nessa fase.
| Equipe            | Pts | J | V | D | PP  | PC  |
| ----------------- | --- | - | - | - | --- | --- |
| 9. HUN Hungria    | 5   | 3 | 2 | 1 | 212 | 209 |
| 10. FRA França    | 5   | 3 | 2 | 1 | 283 | 211 |
| 11. PHI Filipinas | 4   | 3 | 1 | 2 | 210 | 267 |
| 12. MEX México    | 4   | 3 | 1 | 2 | 195 | 213 |

| 8 de setembro  |        |           |
| Hungria        | 57–69  | México    |
| França         | 122–75 | Filipinas |
| 10 de setembro |        |           |
| Filipinas      | 65–64  | México    |
| Hungria        | 74–70  | França    |

### Semi-final

#### Grupo I
| Equipe             | Pts | J | V | D | PP  | PC  |
| ------------------ | --- | - | - | - | --- | --- |
| BRA Brasil         | 6   | 3 | 3 | 0 | 240 | 221 |
| ITA Itália         | 5   | 3 | 2 | 1 | 226 | 216 |
| TCH Checoslováquia | 4   | 3 | 1 | 2 | 236 | 237 |
| POL Polônia        | 3   | 3 | 0 | 3 | 222 | 250 |

| 1 de setembro  |       |         |
| Brasil         | 78–75 | Itália  |
| Checoslováquia | 88–75 | Polônia |
| 2 de setembro  |       |         |
| Polônia        | 68–77 | Brasil  |
| Checoslováquia | 70–77 | Itália  |
| 3 de setembro  |       |         |
| Itália         | 74–68 | Polônia |
| Checoslováquia | 78–85 | Brasil  |

#### Grupo II
| Equipe              | Pts | J | V | D | PP  | PC  |
| ------------------- | --- | - | - | - | --- | --- |
| USA Estados Unidos  | 6   | 3 | 3 | 0 | 293 | 149 |
| URS União Soviética | 5   | 3 | 2 | 1 | 234 | 195 |
| YUG Iugoslávia      | 4   | 3 | 1 | 2 | 197 | 275 |
| URU Uruguai         | 3   | 3 | 0 | 3 | 186 | 291 |

| 1 de setembro   |        |                 |
| Iugoslávia      | 42–104 | Estados Unidos  |
| Uruguai         | 53–89  | União Soviética |
| 2 de setembro   |        |                 |
| União Soviética | 88–61  | Iugoslávia      |
| Uruguai         | 50–108 | Estados Unidos  |
| 3 de setembro   |        |                 |
| Uruguai         | 83–94  | Iugoslávia      |
| Estados Unidos  | 81–57  | União Soviética |

#### 5º-8º lugar
A vitória da Checoslováquia sobre a Polônia e a vitória da Iugoslávia sobre o Uruguai na fase semi-final foram consideradas nessa fase.
| Equipe                | Pts | J | V | D | PP  | PC  |
| --------------------- | --- | - | - | - | --- | --- |
| 5. TCH Checoslováquia | 5   | 3 | 2 | 1 | 284 | 240 |
| 6. YUG Iugoslávia     | 5   | 3 | 2 | 1 | 282 | 262 |
| 7. POL Polônia        | 4   | 3 | 1 | 2 | 220 | 245 |
| 8. URU Uruguai        | 4   | 3 | 1 | 2 | 217 | 256 |

| 7 de setembro  |       |            |
| Checoslováquia | 98–72 | Uruguai    |
| Iugoslávia     | 95–81 | Polônia    |
| 9 de setembro  |       |            |
| Polônia        | 64–62 | Uruguai    |
| Checoslováquia | 98–93 | Iugoslávia |

### Final
A vitória dos Estados Unidos sobre a União Soviética e a vitória do Brasil sobre a Itália na fase semi-final foram consideradas na fase final.
| Equipe                 | Pts | J | V | D | PP  | PC  |
| ---------------------- | --- | - | - | - | --- | --- |
| 1. USA Estados Unidos  | 6   | 3 | 3 | 0 | 283 | 201 |
| 2. URS União Soviética | 5   | 3 | 2 | 1 | 199 | 213 |
| 3. BRA Brasil          | 4   | 3 | 1 | 2 | 203 | 229 |
| 4. ITA Itália          | 3   | 3 | 0 | 3 | 226 | 268 |

| 8 de setembro  |        |                 |
| Brasil         | 62–64  | União Soviética |
| Estados Unidos | 112–81 | Itália          |
| 10 de setembro |        |                 |
| Itália         | 70–78  | União Soviética |
| Brasil         | 63–90  | Estados Unidos  |

## Referência
- (em inglês) Relatório oficial dos Jogos Olímpicos de Roma 1960